# Landkreis Wunsiedel im Fichtelgebirge

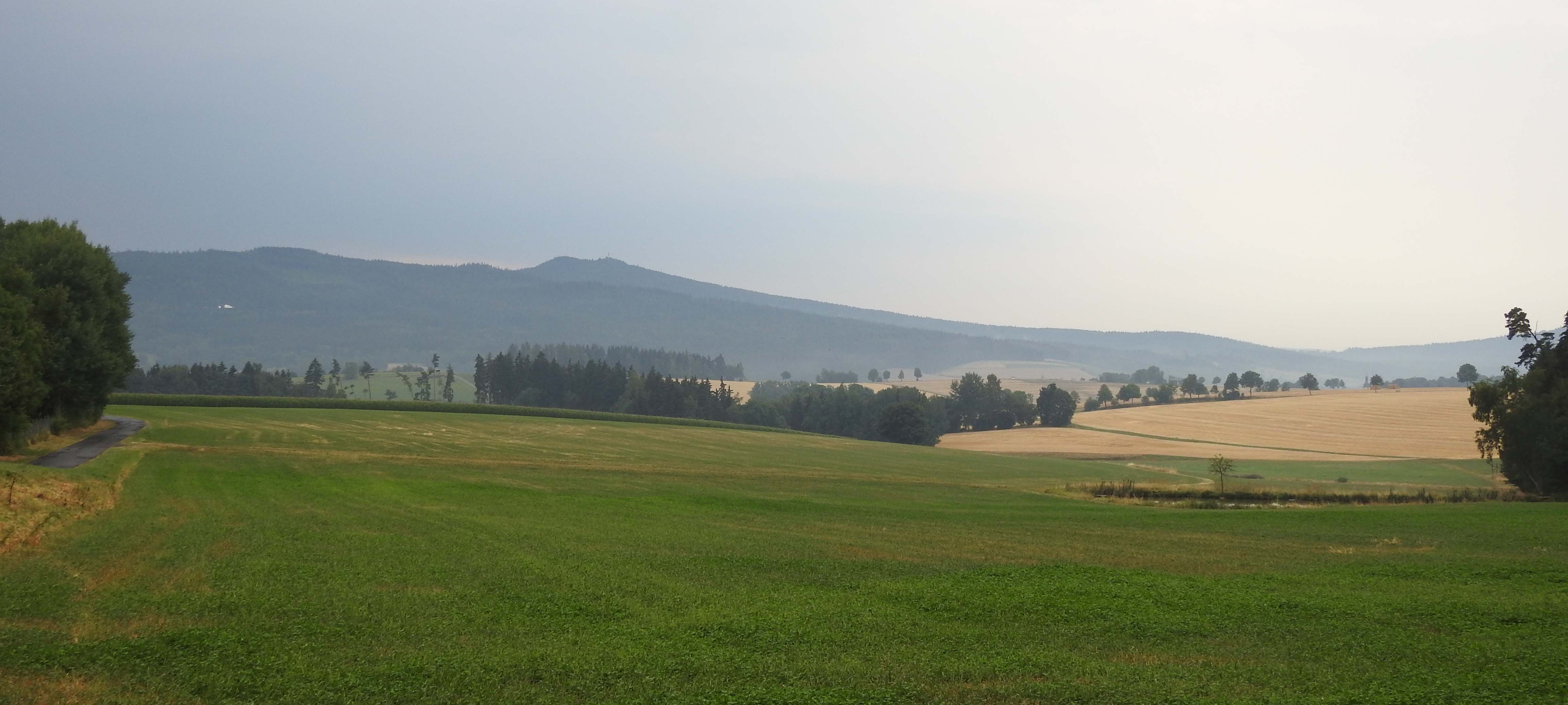
Blick zur Kösseine bei Göringsreuth

Der Landkreis Wunsiedel im Fichtelgebirge, amtlich Landkreis Wunsiedel i. Fichtelgebirge, ist ein Landkreis im Osten des Regierungsbezirks Oberfranken in Bayern. Der Landkreis ist Mitglied der Metropolregion Nürnberg,  der Wirtschaftsregion Hochfranken und Planungsregion Oberfranken-Ost.

## Geografie

### Lage
Der Landkreis hat hauptsächlichen Anteil am Fichtelgebirge, das hufeisenförmig den Norden, Westen und Süden des Kreises einnimmt. Dazwischen liegt die Selb-Wunsiedler Hochfläche, eine flach wellige Landschaft auf etwa 600 Meter Höhe. Im Osten des Kreises fällt die Landschaft auf etwa 440 Meter ab. Die höchste Erhebung des Fichtelgebirges, der Schneeberg, liegt im Westen des Kreises. Größter und längster Fluss des Kreises ist die Eger, die im Fichtelgebirge entspringt, dann in West-Ost-Richtung durch das Kreisgebiet fließt und bei Hohenberg Deutschland in Richtung Tschechische Republik verlässt.

### Nachbarkreise
Der Landkreis grenzt (gegen den Uhrzeigersinn, im Norden beginnend) an die Landkreise Hof, Bayreuth und Tirschenreuth sowie im Osten und Nordosten an den tschechischen Verwaltungsbezirk Karlsbad (Karlovarský kraj) mit dem Okres Cheb.

## Geschichte

### Landgerichte
Das Gebiet des heutigen Kreises gehörte seit dem 13. Jahrhundert überwiegend zum Fürstentum Bayreuth bzw. nach 1791 dessen Rechtsnachfolger, dem Königreich Preußen. Es war in die sechs Ämter Hohenberg, Kirchenlamitz, Selb, Thierstein, Weißenstadt und Wunsiedel gegliedert, weshalb es auch als Sechsämterland bezeichnet wird. 1810 kam das Gebiet durch Kauf von Frankreich an Bayern. 1812 wurden die Landgerichte Wunsiedel und Kirchenlamitz sowie Rehau und Selb errichtet. Die Stadt Marktredwitz – ursprünglich im Besitz der freien Reichsstadt Eger – kam 1816 ebenfalls zu Bayern und wurde dem Landgericht Wunsiedel zugeordnet. Wunsiedel und die Landgerichte Kirchenlamitz, Rehau und Selb gehörten alle zum Mainkreis, ab 1817 zum Obermainkreis. Der Obermainkreis wurde 1838 in Oberfranken umbenannt. 1859 entstand aus zwölf Gemeinden des Landgerichts Wunsiedel und vier Gemeinden des Landgerichts Selb das neue Landgericht Thiersheim.

### Bezirksämter
Das Bezirksamt Wunsiedel wurde im Jahr 1862 durch Zusammenschluss der Landgerichte älterer Ordnung Kirchenlamitz, Thiersheim und Wunsiedel neu gebildet. Ebenfalls zusammengefasst wurden die Landgerichte Rehau und Selb zum Bezirksamt Rehau. 1879 gab das Bezirksamt Rehau einige Gemeinden an das Bezirksamt Hof ab. 1919 schied die Stadt Selb aus dem Bezirksamt Rehau (am 1. Juli) wie auch die Stadt Marktredwitz aus dem Bezirksamt Wunsiedel (am 1. Dezember) aus, beide wurden kreisunmittelbare Städte.

### Landkreise
Am 1. Januar 1939 wurde wie überall im Deutschen Reich die Bezeichnung Landkreis eingeführt. So wurden aus den Bezirksämtern die Landkreise Rehau und Wunsiedel.
Am 1. April 1939 wurde die Gemeinde Dörflas bei Marktredwitz an die Stadt Marktredwitz abgegeben.
Am 1. April 1940 wurden die Städte Selb und Marktredwitz in die Landkreise Rehau bzw. Wunsiedel eingegliedert, doch wurde dies am 1. April 1946 (Selb) und am 1. April 1948 (Marktredwitz) rückgängig gemacht.

### Landkreis Wunsiedel im Fichtelgebirge
Im Rahmen der Gebietsreform in Bayern wurden am 1. Juli 1972 der Landkreis Wunsiedel, der südliche Teil des Landkreises Rehau sowie die bisher kreisfreien Städte Marktredwitz und Selb zu einem neuen Landkreis vereinigt, der zunächst Landkreis Wunsiedel hieß. Der neue Landkreis sollte eigentlich den Namen Landkreis Fichtelgebirge erhalten. Der Vorschlag stieß auf Widerspruch im Landkreis Bayreuth, der auch maßgeblichen Anteil am Fichtelgebirge hat. Am 1. Mai 1973 wurde dem Landkreis sein heutiger Name Landkreis Wunsiedel im Fichtelgebirge verliehen. Die beiden Städte Marktredwitz und Selb erhielten nach dem Verlust der Kreisfreiheit den Status einer Großen Kreisstadt.
Landrat Peter Berek forderte 2020, den Landkreis in Landkreis Fichtelgebirge umzubenennen.

### Einwohnerentwicklung

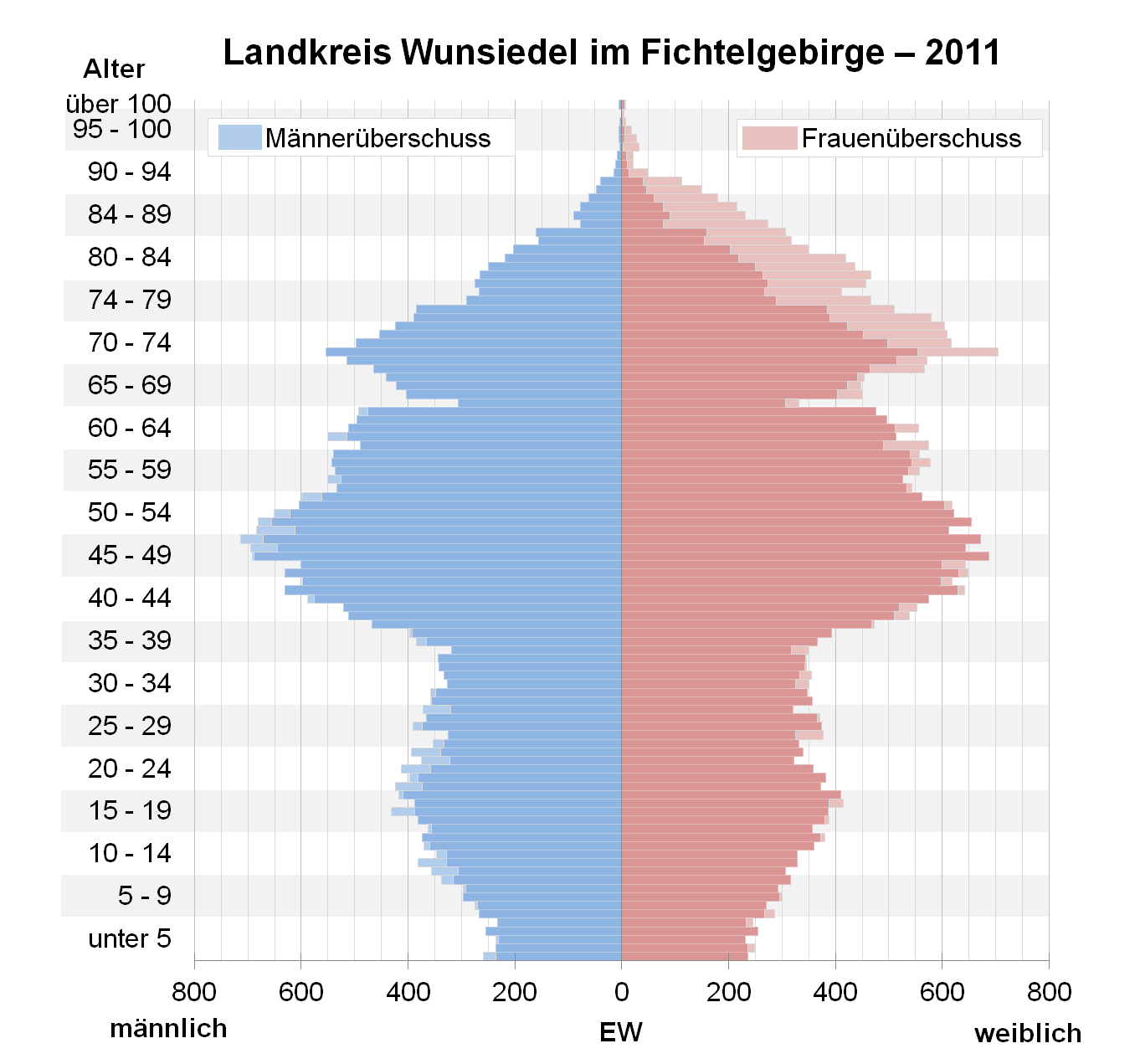
Bevölkerungspyramide für den Kreis Wunsiedel im Fichtelgebirge (Datenquelle: Zensus 2011.)

Zwischen 1988 und 2018 sank die Einwohnerzahl von 86.683 um 13.505 bzw. um 15,6 % auf 73.178 Einwohner. Kein anderer Landkreis in Bayern erlebte in dieser Zeit einen so starken Bevölkerungsrückgang.

Bevölkerungsentwicklung im Landkreis Wunsiedel seit 1840

Die nachfolgenden Zahlen beziehen sich auf den Gebietsstand vom 25. Mai 1987:
| Bevölkerungsentwicklung | Bevölkerungsentwicklung | Bevölkerungsentwicklung | Bevölkerungsentwicklung | Bevölkerungsentwicklung | Bevölkerungsentwicklung | Bevölkerungsentwicklung | Bevölkerungsentwicklung | Bevölkerungsentwicklung | Bevölkerungsentwicklung | Bevölkerungsentwicklung | Bevölkerungsentwicklung | Bevölkerungsentwicklung | Bevölkerungsentwicklung | Bevölkerungsentwicklung |
| ----------------------- | ----------------------- | ----------------------- | ----------------------- | ----------------------- | ----------------------- | ----------------------- | ----------------------- | ----------------------- | ----------------------- | ----------------------- | ----------------------- | ----------------------- | ----------------------- | ----------------------- |
| Jahr                    | 1840                    | 1900                    | 1939                    | 1950                    | 1961                    | 1970                    | 1987                    | 1991                    | 1995                    | 2000                    | 2005                    | 2010                    | 2015                    |                         |
| Einwohner               | 44.111                  | 58.166                  | 78.864                  | 109.049                 | 106.266                 | 103.056                 | 87.941                  | 89.560                  | 89.267                  | 86.044                  | 81.631                  | 76.848                  | 73.185                  |                         |

## Politik

### Kreistag
Der Kreistag besteht aus 50 Kreisräten und dem Landrat. Die Kreistagswahl vom 15. März 2020 führte zu dem in den Diagrammen dargestellten Ergebnis.
Die Kommunalwahlen 2002, 2008 und 2014 und 2020 führten zu folgenden Sitzverteilungen:
|      | CSU | SPD | Freie Wähler | Grüne | AfD | Gesamt |
| 2002 | 28  | 23  | 7            | 2     | –   | 60     |
| 2008 | 25  | 23  | 10           | 2     | –   | 60     |
| 2014 | 25  | 20  | 11           | 4     | –   | 60     |
| 2020 | 19  | 13  | 10           | 4     | 4   | 50     |

### Bezirksamtsvorstände (bis 1938) und Landräte (ab 1939)
- 1913–1928 Gottlieb Brunner
- 1928–1929 Vakant
- 1931–1932/1933 Christian Zahn
- 1933–1938 Konrad Frank
- 1938–1945 Leonhard Holzberger
- 1945–1946: Benno Timper (kommissarisch)
- 1946–1951: Heinrich Zeitler
- 1952–1953: Erhard Gräbner
- 1954–1972: Heinrich Drechsel, SPD
- 1972–1990: Christoph Schiller, SPD
- 1990–2008: Peter Seißer, SPD
- 2008–2020: Karl Döhler, CSU
- seit 2020: Peter Berek, CSU

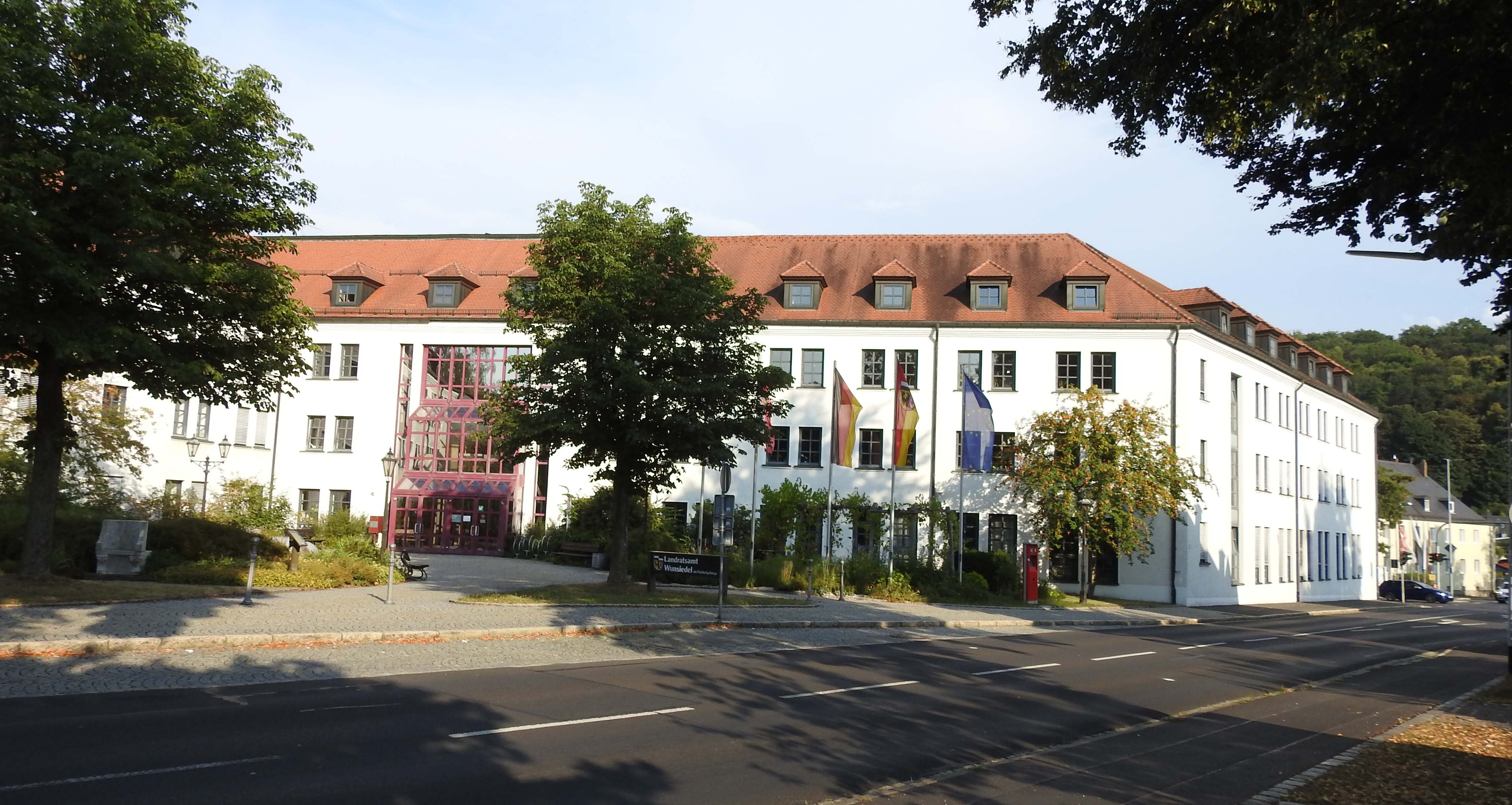
Landratsamt von Wunsiedel im Fichtelgebirge

Die Landratswahl vom 2. März 2008 gewann Karl Döhler. Damit stellte die CSU seit ihrer Gründung nach dem Zweiten Weltkrieg zum ersten Mal den Landrat in Wunsiedel. Bei der Wahl unterlegen war die Bundestagsabgeordnete Petra Ernstberger von der SPD. Bei den Kommunalwahlen in Bayern 2014 wurde Döhler mit 59 Prozent wiedergewählt, der SPD-Kandidat Jörg Nürnberger kam auf 41 Prozent.
Bei den bayerischen Kommunalwahlen am 15. März 2020 wurde Peter Berek, zuvor Bürgermeister von Bad Alexandersbad, zum neuen Landrat gewählt. Er erhielt 53,6 Prozent, sein Konkurrent von der SPD, Holger Grießhammer, 38,3 Prozent der Stimmen. Auf die Kandidatin der Grünen, Brigitte Artmann, entfielen 8,1 Prozent. Die Wahlbeteiligung lag bei 61,7 Prozent.

### Wappen
| Wappen des Landkreises Wunsiedel im Fichtelgebirge | Blasonierung: „Unter von Silber und Schwarz geviertem Schildhaupt gespalten von Gold und Rot; vorne ein rotbezungter schwarzer Adler am Spalt; hinten ein silbernes Hirschgeweih.“                                        |
| Wappen des Landkreises Wunsiedel im Fichtelgebirge | Wappenbegründung: Die drei Teile des Wappens stehen für den alten Landkreis Wunsiedel mit der Zollernvierung (oben) sowie Wappenelemente der beiden ehemaligen kreisfreien Städte Marktredwitz (links) und Selb (rechts). |

## Wirtschaft und Infrastruktur
Im Zukunftsatlas 2016 belegte der Landkreis Wunsiedel im Fichtelgebirge Platz 354 von 402 Landkreisen, Kommunalverbänden und kreisfreien Städten in Deutschland und zählt damit zu den Regionen mit „Zukunftsrisiken“. Laut der Studie bietet er damit von allen Landkreisen in Bayern die zweitschlechtesten Zukunftsperspektiven. Im Zukunftsatlas 2019 konnte sich der Landkreis um 63 Plätze auf Platz 291 verbessern. Er ließ damit die bayerischen Landkreise Bayreuth, Rottal-Inn, Kulmbach, Cham, Neustadt-Waldnaab, Regen, Kronach und Coburg hinter sich.

### Verkehr

#### Schiene
Der im Sechsämterland am Ostrand des Fichtelgebirges gelegene Landkreis Wunsiedel umfasst auch den Bahnhof Marktredwitz. Dort kreuzen sich die seit 1877/78 von Hof aus nördlicher Richtung kommende und 1882 nach Wiesau–Weiden weitergeführte Strecke der Bayerischen Staatseisenbahnen mit der 1878/79 eröffneten Ost-West-Strecke von Nürnberg nach Schirnding, die 1883 Eger erreichte.
Davor war der Nord-Süd-Verkehr zwischen Hof und Wiesau nach dem Betriebsbeginn 1865 der Hof-Egerer Eisenbahn mehr als zehn Jahre lang über Eger–Waldsassen verlaufen. 1894 wurde die Stadt Selb über eine Lokalbahn erschlossen. Die Strecke führte vom Bahnhof Selb-Plößberg an der Strecke Hof–Eger zum Bahnhof Selb Stadt. 1914 wurde die Lokalbahn über Thiersheim nach Holenbrunn an der Strecke Hof–Marktredwitz verlängert.
Die Bayerischen Staatsbahnen schlossen 1877 die Stadt Wunsiedel über eine Lokalbahn an die Hauptbahn bei Holenbrunn an, 1913 folgte die Verlängerung der Strecke nach Leupoldsdorf.
1899 kam die Lokalbahnstrecke Kirchenlamitz–Weißenstadt hinzu. Das Eisenbahnnetz war damit genau 100 Kilometer lang. Heute werden davon nur noch 59 Kilometer mit Personenzügen bedient, auf 47 Kilometern überwiegend von der Länderbahn.
Nach Einstellung des grenzüberschreitenden Personenverkehrs Selb-Plößberg – Asch im Jahr 1945 fanden weitere Stilllegungen statt:
- 1972 Kirchenlamitz Ost–Weißenstadt, 12 Kilometer
- 1975 Holenbrunn–Wunsiedel–Leupoldsdorf, 11 Kilometer
- 1986 Selb Stadt–Höchstädt–Thierstein–Thiersheim–Holenbrunn, 12 Kilometer

Nach der Stilllegung des Wunsiedler Stadtbahnhofs für den Personenverkehr wurde der Bahnhof Holenbrunn in Wunsiedel-Holenbrunn umbenannt.
Eisenbahnknotenpunkt des Landkreises ist der Bahnhof Marktredwitz, wo sich die Strecken Nürnberg–Eger und Hof–Regensburg kreuzen.
Seit 2018 wollen die kreisfreien Städte Hof und Coburg sowie die Landkreise Wunsiedel, Kulmbach, Kronach, Coburg und Hof dem VGN beitreten.

#### Straße
Durch den Landkreis verläuft in Süd-Nord-Richtung die Bundesautobahn 93 von Regensburg zum Autobahndreieck Hochfranken. In West-Ost-Richtung durchzieht den Landkreis die Bundesstraße 303 bis zur tschechischen Grenze bei Schirnding.

### Öffentliche Einrichtungen, Polizei
Im Landkreis Wunsiedel gibt es je eine Polizeiinspektion in Wunsiedel und in Marktredwitz mit der Polizeiwache Selb sowie eine Grenzpolizeiinspektion in Selb.

## Gemeinden
(Einwohner am 31. Dezember 2024)
| - Städte 1. Arzberg (4908) 2. Bad Weißenstadt (2880) 3. Hohenberg a.d.Eger (1384) 4. Kirchenlamitz (3122) 5. Marktleuthen (2820) 6. Marktredwitz, Große Kreisstadt (17.121) 7. Schönwald (3076) 8. Selb, Große Kreisstadt (14.743) 9. Wunsiedel (8970) - Märkte 1. Schirnding (1115) 2. Thiersheim (1723) 3. Thierstein (1032) - Weitere Gemeinden 1. Bad Alexandersbad (914) 2. Höchstädt i.Fichtelgebirge (1011) 3. Nagel (1655) 4. Röslau (1991) 5. Tröstau (2084) - Gemeindefreie Gebiete (45,48 km²) 1. Martinlamitzer Forst-Süd (8,47 km²) 2. Neubauer Forst-Süd (3,13 km²) 3. Tröstauer Forst-Ost (9,71 km²) 4. Tröstauer Forst-West (14,46 km²) 5. Vordorfer Forst (9,71 km²) Die früheren gemeindefreien Gebiete Hohenberger Forst (13,91 km²) und Selber Forst (17,97 km²) wurden mit Wirkung vom 1. April 2013 den jeweiligen Gemeinden angegliedert. Das frühere gemeindefreie Gebiet Kaiserhammer Forst-Ost (8,01 km²) wurde mit Wirkung vom 1. Januar 2025 aufgelöst und unter Hohenberg an der Eger und Thierstein aufgeteilt. Die früheren gemeindefreien Gebiete Weißenstadter Forst-Nord (5,45 km²), Weißenstadter Forst-Süd (15,11 km²) und Meierhöfer Seite (2,97 km²) wurden mit Wirkung vom 1. Januar 2025 aufgelöst und in die Stadt Weißenstadt eingegliedert. | - Verwaltungsgemeinschaften - Schirnding mit den Mitgliedsgemeinden Hohenberg a.d.Eger (Stadt) und Schirnding (Markt) - Thiersheim mit den Mitgliedsgemeinden Höchstädt i.Fichtelgebirge, Thiersheim (Markt) und Thierstein (Markt) - Tröstau mit den Mitgliedsgemeinden Bad Alexandersbad, Nagel und Tröstau |

Ehemalige Gemeinden

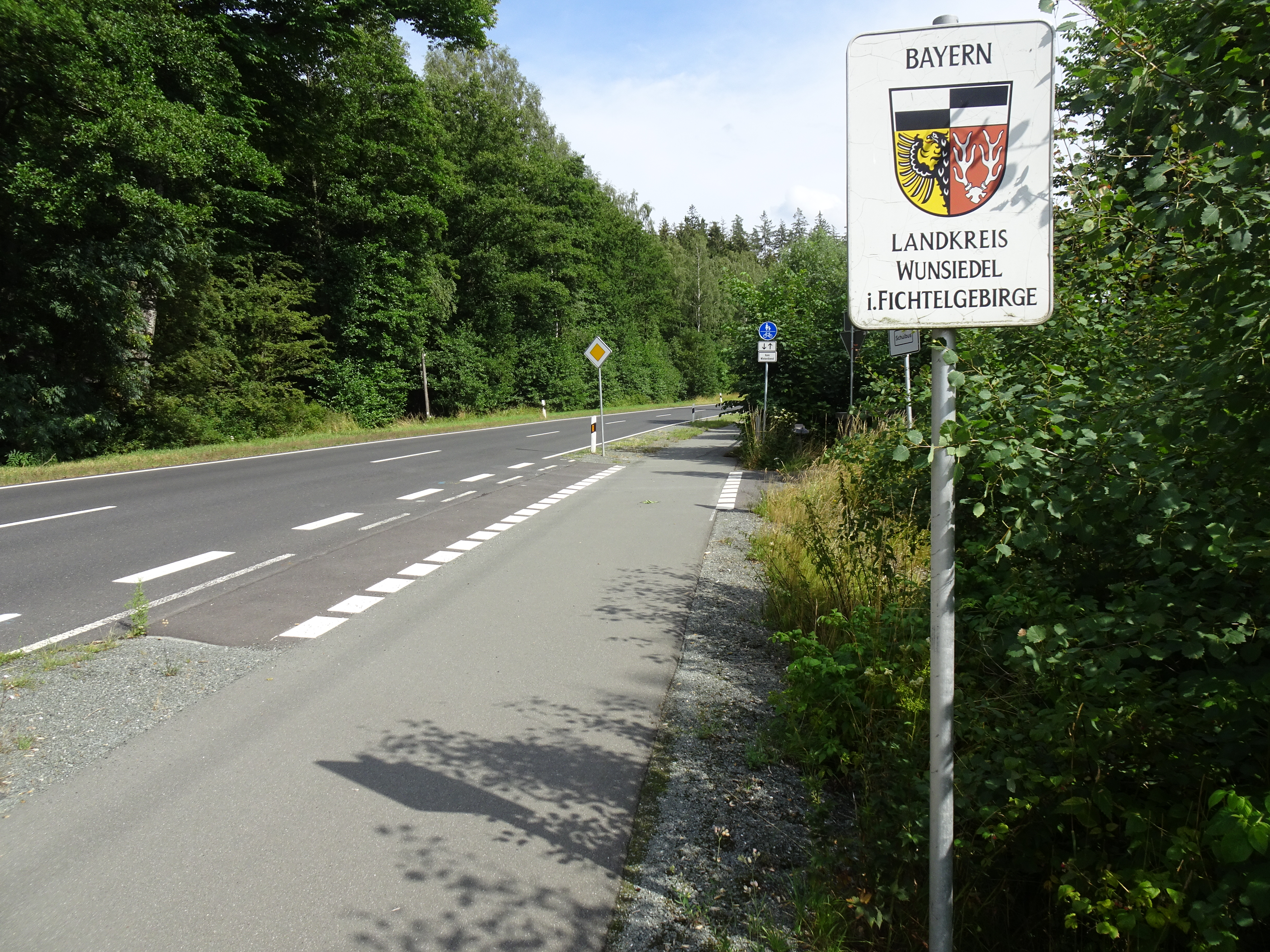
Kreisgrenztafel Lkr. Wunsiedel im Fichtelgebirge

Die folgenden Gemeinden verloren während ihrer Zugehörigkeit zum Landkreis ihre Eigenständigkeit:

Landkreis Wunsiedel im Fichtelgebirge, Gemeindegrenzenkarte von 1961

| - Bergnersreuth, am 1. Januar 1978 zu Arzberg - Bernstein, am 1. Januar 1978 zu Wunsiedel - Birkenbühl, am 1. Januar 1978 zu Thierstein - Brand bei Marktredwitz, am 1. Januar 1978 zu Marktredwitz - Dörflas bei Kirchenlamitz, am 1. Januar 1978 zu Kirchenlamitz - Dörflas bei Marktredwitz, am 1. April 1939 zu Marktredwitz - Dürnberg, 1956 zu Oberröslau - Erkersreuth, am 1. Januar 1978 zu Selb 1 - Fischern, am 1. Januar 1978 zu Schirnding - Franken, am 1. Januar 1978 zu Weißenstadt - Grafenreuth, am 1. Januar 1978 zu Thiersheim - Großwendern, am 1. Januar 1978 zu Marktleuthen - Haid, am 1. Januar 1977 zu Arzberg - Hebanz, am 1. Juli 1953 zu Schwarzenhammer - Heidelheim, am 1. Januar 1978 zu Selb 1 - Hildenbach, am 1. Januar 1978 zu Wunsiedel - Holenbrunn, am 1. Januar 1978 zu Wunsiedel - Korbersdorf, am 1. Januar 1975 zu Marktredwitz - Kothigenbibersbach, am 1. April 1977 zu Thiersheim - Längenau, am 1. Januar 1978 zu Selb 1 - Lauterbach, am 1. Januar 1978 zu Selb 1 - Leutendorf, am 1. Juli 1972 zu Marktredwitz - Lorenzreuth, am 1. Januar 1978 zu Marktredwitz - Ludwigsfeld, 1925 zu Oberröslau - Mühlbach, am 1. Januar 1978 zu Selb 1 | - Neudes, am 1. Januar 1978 zu Marktleuthen - Neuhaus an der Eger, am 1. Januar 1978 zu Hohenberg 1 - Niederlamitz, am 1. Januar 1978 zu Kirchenlamitz - Oberredwitz, am 1. April 1939 zu Marktredwitz - Oberröslau, am 1. Januar 1966 zu Röslau - Oberweißenbach, am 1. Januar 1978 zu Selb 1 - Raumetengrün, am 1. Januar 1978 zu Kirchenlamitz - Reicholdsgrün, am 1. Januar 1978 zu Kirchenlamitz - Röthenbach, am 1. Januar 1977 zu Arzberg - Schlottenhof, am 1. Januar 1978 zu Arzberg - Schönbrunn, am 1. Januar 1975 zu Wunsiedel - Schwarzenhammer, am 1. Januar 1978 zu Thierstein - Selb-Plößberg, am 1. Januar 1978 zu Selb 1 - Seußen, am 1. Januar 1978 zu Arzberg - Silberbach, am 1. Januar 1978 zu Selb 1 - Spielberg, am 1. Januar 1978 zu Selb 1 - Stemmas, am 1. Januar 1977 zu Thiersheim - Thölau, am 1. Juli 1974 zu Marktredwitz - Unterröslau, am 1. Januar 1966 zu Röslau - Unterweißenbach, am 1. Januar 1978 zu Selb 1 - Vielitz, am 1. Januar 1978 zu Selb 1 - Voitsumra, am 1. Januar 1978 zu Weißenstadt - Vordorf, am 1. Januar 1978 zu Tröstau - Wölsau, am 1. Januar 1976 zu Marktredwitz - Wölsauerhammer, am 1. Januar 1977 zu Marktredwitz |

Die Gemeinde Sichersreuth wurde 1937 in Alexanderbad umbenannt und die Gemeinde Grün wurde 1963 in Unterröslau umbenannt.

## Schutzgebiete
Im Landkreis Wunsiedel gibt es 13 Naturschutzgebiete, zwei Landschaftsschutzgebiete, 13 FFH-Gebiete und 54 ausgewiesene Geotope. (Stand August 2016)
Siehe auch:
- Liste der Naturschutzgebiete im Landkreis Wunsiedel im Fichtelgebirge
- Liste der Landschaftsschutzgebiete im Landkreis Wunsiedel im Fichtelgebirge
- Liste der FFH-Gebiete im Landkreis Wunsiedel
- Liste der Geotope im Landkreis Wunsiedel im Fichtelgebirge

## Kfz-Kennzeichen
Am 1. Juli 1956 wurde dem Landkreis bei der Einführung der bis heute gültigen Kfz-Kennzeichen das Unterscheidungszeichen WUN zugewiesen. Es wird durchgängig bis heute ausgegeben. Bis in die 1990er Jahre erhielten Fahrzeuge aus der Stadt Marktredwitz Kennzeichen mit den Buchstabenpaaren JA bis RZ und den Zahlen von 1 bis 99. Die Fahrzeuge aus der Stadt Selb erhielten Kennzeichen mit den Buchstabenpaaren SC bis ZZ und den Zahlen von 1 bis 99. Seit dem 10. Juli 2013 sind in Zusammenhang mit der Kennzeichenliberalisierung auch die Unterscheidungszeichen MAK (Marktredwitz), REH (Rehau) und SEL (Selb) erhältlich.